# U-Bahnhof QT8
Der Bahnhof QT8 (Aussprache [kuːtiˈɔt ːo]) ist ein unterirdischer Bahnhof der U-Bahn Mailand. Er befindet sich in der Mitte des gleichnamigen Viertels QT8 („Quartiere Triennale 8“), das nach der VIII Triennale di Milano (1947) benannt ist.

## Geschichte
Der U-Bahnhof wurde am 8. November 1975 als neuer nordwestlicher Endpunkt der Linie 1 eröffnet. Am 12. April 1980 wurde die Verlängerung zur neuen Endstation San Leonardo in Betrieb genommen.

## Anbindung
Am U-Bahnhof bestehen Umsteigemöglichkeiten von der Linie M1 zur Omnibuslinie 68 der Azienda Trasporti Milanesi.
| Linie | Verlauf |
| ----- | --- |
|       | Sesto 1º Maggio FS – Sesto Rondò – Sesto Marelli – Villa San Giovanni – Precotto – Gorla – Turro – Rovereto – Pasteur – Loreto – Lima – Porta Venezia – Palestro – San Babila – Duomo – Cordusio – Cairoli – Cadorna FN – Conciliazione – Pagano – Buonarroti – Amendola – Lotto – QT8 – Lampugnano – Uruguay – Bonola – San Leonardo – Molino Dorino – Pero – Rho Fiera – Wagner – De Angeli – Gambara – Bande Nere – Primaticcio – Inganni – Bisceglie |